# Gmina Paikuse
Gmina Paikuse (est. Paikuse vald) – gmina wiejska w Estonii, w prowincji Parnawa.
W skład gminy wchodzi:
- 1 okręg miejski: Paikuse
- 5 wsi: Põlendmaa, Seljametsa, Silla, Tammuru, Vaskrääma